# Кунилово (Талдомский городской округ)
Кунилово — деревня в Талдомском городском округе Московской области России, входит в состав сельского поселения Ермолинское. Население — 2 чел. (2010).

## География
Деревня расположена на севере Московской области, в восточной части Талдомского района, на автодороге, соединяющей районный центр с трассой Р104, примерно в 13 км к востоку от центра города Талдома, с которым связана прямым автобусным сообщением (маршруты № 26 и № 29).
Ближайшие населённые пункты — деревни Есаулово, Калинкино и Костенёво. Южнее деревни находится участок «Дубненский болотный массив», севернее — участок «Апсаревское урочище» государственного природного заказника «Журавлиная родина».

## Население
| 1859 | 1905 | 1926 | 2002 | 2006 | 2010 |
| ---- | ---- | ---- | ---- | ---- | ---- |
| 106  | ↗128 | ↘85  | ↘6   | ↘4   | ↘2   |

## История
В «Списке населённых мест» 1862 года — владельческая деревня 2-го стана Александровского уезда Владимирской губернии по правую сторону реки Дубны, к северу от Нушпольского болота, в 90 верстах от уездного города и 40 верстах от становой квартиры, при прудах и колодцах, с 17 дворами и 106 жителями (46 мужчин, 60 женщин).
По данным 1905 года входила в состав Нушпольской волости Александровского уезда, 23 двора, 128 жителей.
По материалам Всесоюзной переписи населения 1926 года — центр Куниловского сельского совета Ленинской волости Ленинского уезда Московской губернии, в 12,8 км от Дмитровского шоссе и 10,7 км от станции Талдом Савёловской железной дороги, проживало 85 жителей (37 мужчин, 48 женщин), насчитывалось 21 хозяйство, из которых 19 крестьянских.
С 1929 года — населённый пункт в составе Ленинского района Кимрского округа Московской области.
Постановлением ЦИК и СНК от 23 июля 1930 года округа как административно-территориальные единицы были ликвидированы. Постановлением Президиума ВЦИК от 27 декабря 1930 года городу Ленинску было возвращено историческое наименование Талдом, а район был переименован в Талдомский.
1930—1959 гг. — центр Куниловского сельсовета Талдомского района.
1959—1963, 1965—1992 гг. — деревня Припущаевского сельсовета Талдомского района.
1963—1965 гг. — деревня Припущаевского сельсовета Дмитровского укрупнённого сельского района.
1992—1994 гг. — деревня Юркинского сельсовета Талдомского района.
1994—2006 гг. — деревня Юркинского сельского округа Талдомского района.
С 2006 г. — деревня сельского поселения Ермолинское Талдомского муниципального района Московской области.